# Abbazia di Wienhausen

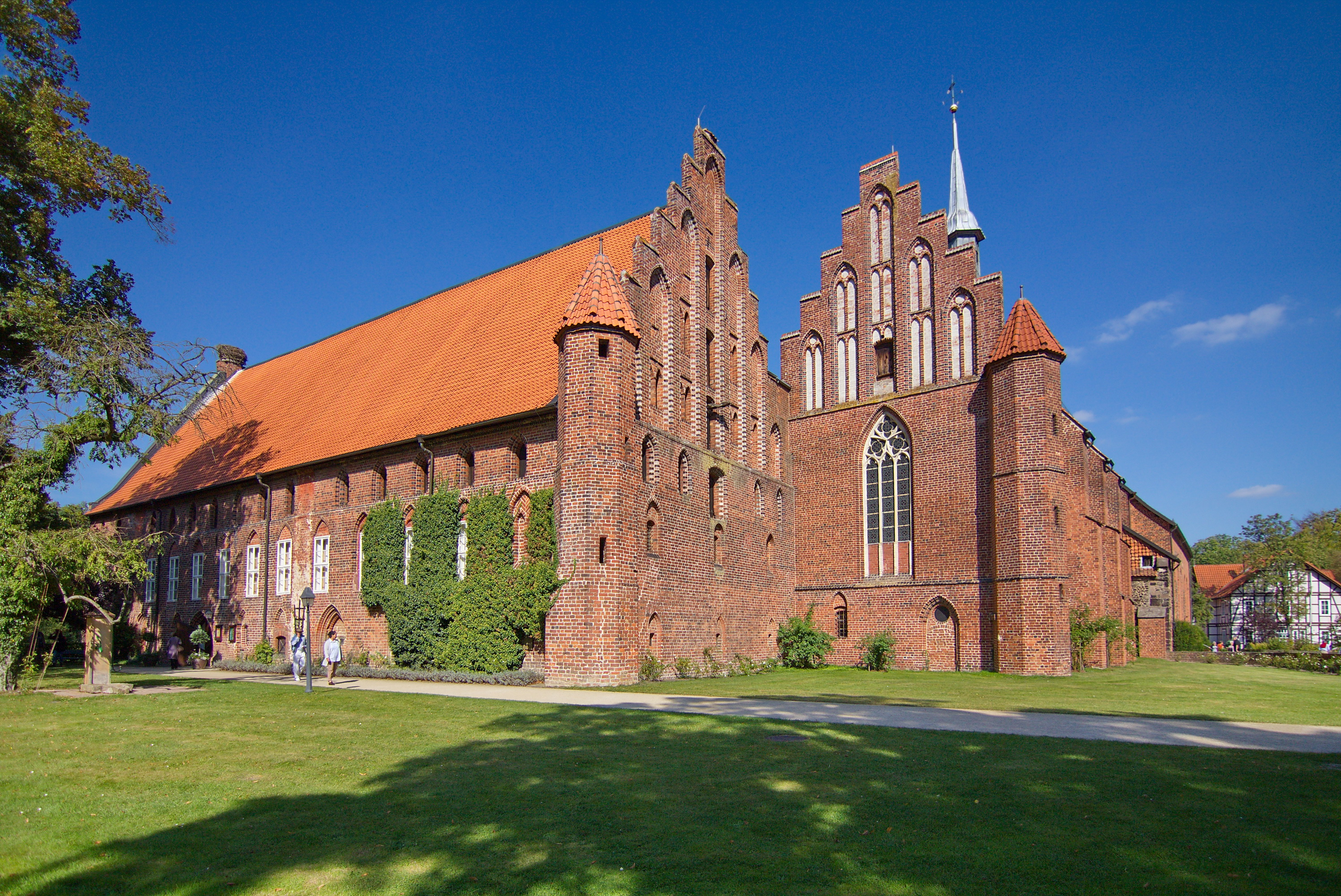
Abbazia di Wienhausen

L'abbazia di Wienhausen o convento di Wienhausen (in tedesco: Kloster Wienhausen) è complesso religioso situato vicino a Celle nella Bassa Sassonia in Germania.
È costituito da una comunità di donne evangeliche luterane, mentre prima della Riforma era un convento cattolico cistercense. L'abbazia possiede opere d'arte e manufatti significativi, tra cui una collezione di arazzi e il primo esempio sopravvissuto di un tipo di occhiali.

## Storia
L'abbazia fu fondata a Wienhausen, a 15 chilometri dalla città di Celle, sulla riva dell'Aller, intorno al 1230 da Agnese von Landsberg, nuora di Enrico il Leone, duca di Sassonia e Baviera.
Nel 1233 la fondazione del monastero qui fu ufficialmente confermata da Corrado II di Riesenberg, vescovo di Hildesheim, che trasferì nella nuova abbazia la chiesa dell'arcidiaconato che si trovava a Wienhausen dalla metà dell'XI secolo, e le decime di diversi villaggi. Le monache vivevano secondo la regola cistercense anche se non è chiaro fino a che punto facessero formalmente parte della gerarchia cistercense.
Nel XVI secolo, il duca Ernesto di Brunswick-Lüneburg si adoperò per la diffusione della Riforma nel suo ducato. Nonostante l'opposizione dell'intera comunità, il monastero fu trasformato da cattolico romano in stabilimento luterano per nobildonne nubili (Damenstift) nel 1531, dopo che il duca aveva spezzato la resistenza della comunità con la demolizione della prepositura e della maggior parte dei cappelle della chiesa, e la confisca dei beni della prepositura, che costituivano una parte consistente delle entrate dell'abbazia. Gli edifici distrutti furono ricostruiti nel 1550 circa come strutture a graticcio. Nel 1587 fu insediata la prima badessa ufficialmente protestante e nel 1616 la comunità smise di indossare gli abiti cistercensi, anche se per molti anni ebbe fama di segreta inclinazione al cattolicesimo.

## Descrizione
La maggior parte degli edifici storici, nello stile del Gotico baltico, è ben conservata. Ad est della chiesa si trovano un mulino ad acqua e il fabbricato agricolo. Immediatamente a nord della chiesa e perpendicolarmente ad essa sono i due gruppi di edifici conventuali: uno risale al Medioevo, mentre quello a est è un edificio a graticcio post-riforma del 1550 circa.
La chiesa si compone di due parti: l'originaria chiesa romanica dell'XI secolo appartenuta all'arcidiaconato qui un tempo sede, che precede la fondazione del convento, e in origine aveva una torre che fu demolita, secondo la pratica cistercense, quando l'abbazia fu stabilita qui; e una chiesa gotica costruita sull'estremità occidentale della struttura precedente, che comprende la cappella privata delle monache (Nonnenchor) al piano superiore e la chiesa degli stranieri o sala dei pellegrini (Pilgersaal) al piano terra. Le parti romaniche e gotiche dell'edificio sono oggi separate da un tramezzo ligneo e sono utilizzate in modo indipendente.
Completata nel XIV secolo, la cappella delle monache è notevole anche tra i luoghi di culto gotici per le sue decorazioni. Il soffitto e le pareti sono completamente ricoperti di immagini e ornamenti biblici, che raffiguravano, tra gli altri soggetti, la Creazione e la vita, morte e risurrezione di Gesù e il suo regno nella Nuova Gerusalemme. Diversi manufatti sono stati scoperti durante una ristrutturazione nel 1953, inclusi gli occhiali da rivetto conservati più antichi del mondo che risalgono al XIV o XV secolo.
L'abbazia è nota per la sua collezione di arazzi gotici del XIV e XV secolo. Ogni anno dopo la Pentecoste, gli arazzi sono in mostra al pubblico. I soggetti includono temi sia cristiani che secolari, ad esempio la leggenda di Tristano e Isotta, diverse storie di santi.
Oggi, con molte altre case religiose luterane femminili nella zona, conosciute collettivamente come Lüneburger Klöster, Wienhausen è gestita dalla Camera monastica di Hannover (in tedesco: Klosterkammer Hannover), un'istituzione dell'ex Regno di Hannover fondata dal principe reggente Giorgio IV nel 1818, al fine di gestire e preservare le proprietà dei conventi luterani per loro conto, continuò ora come istituzione dello stato successore di Hannover della Bassa Sassonia, subordinata al suo Ministero/Dipartimento della Scienza e della Cultura.

## Galleria d'immagini

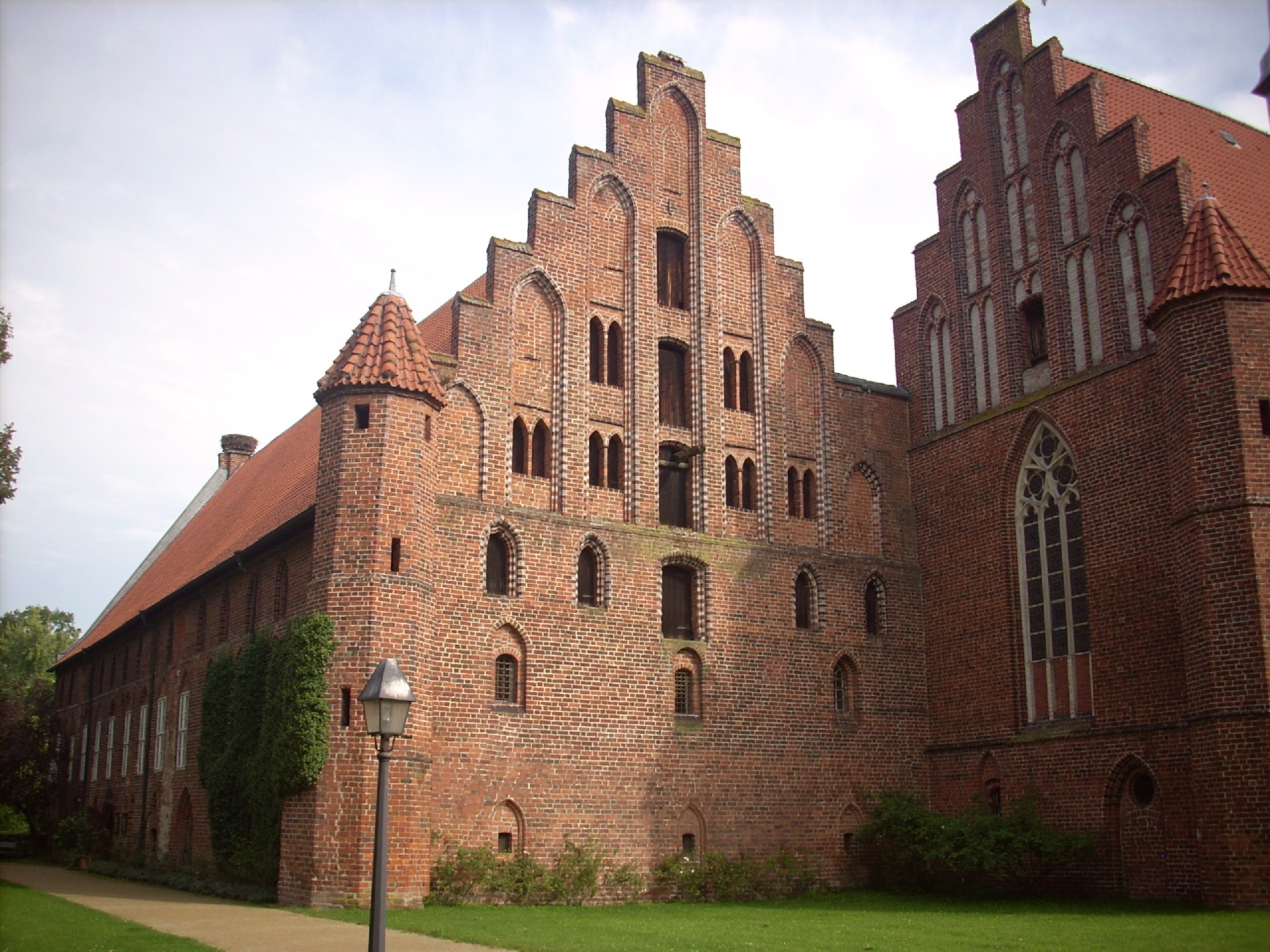
Veduta del convento
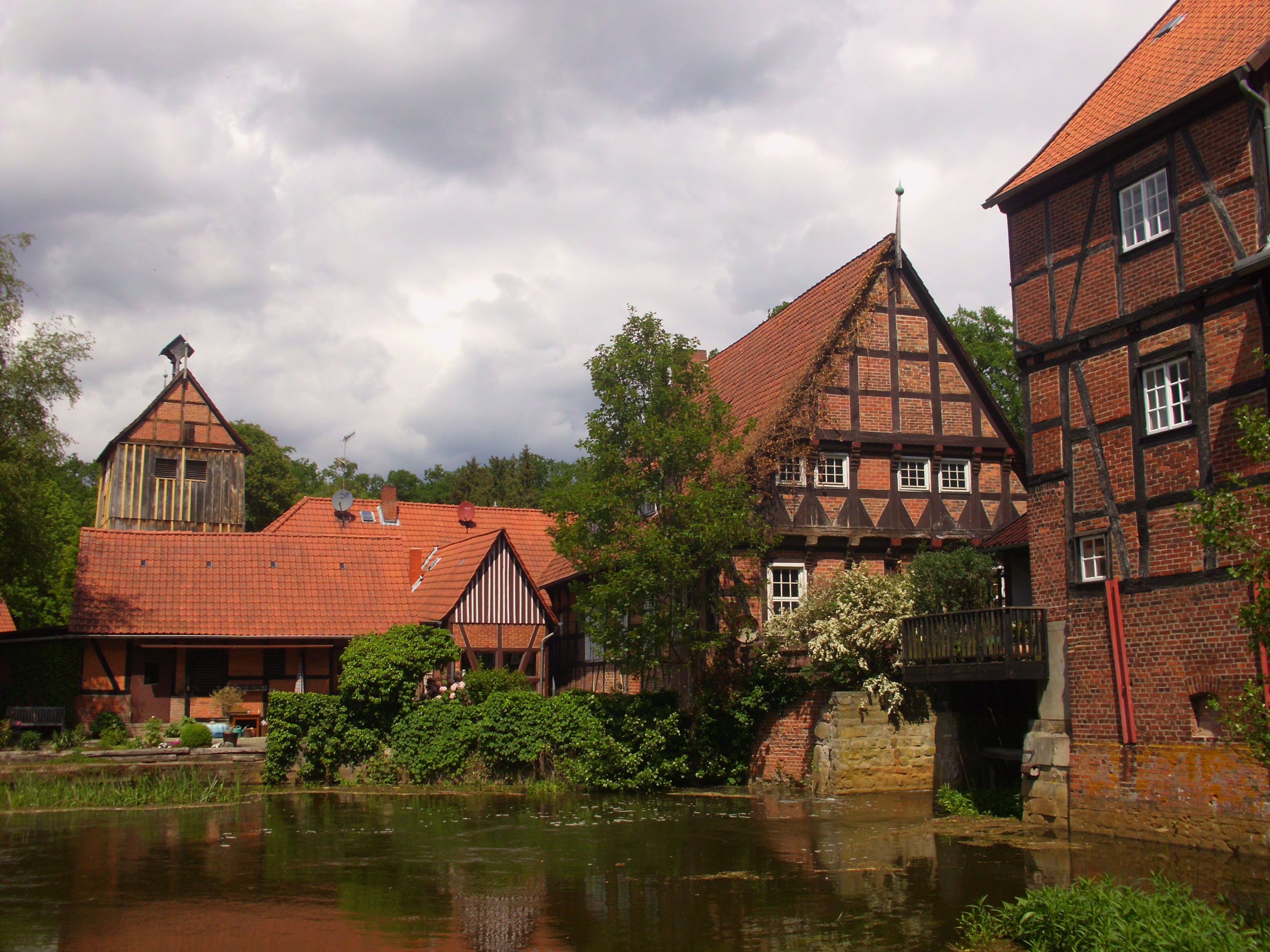
Il mulino ad acqua e strutture agricole
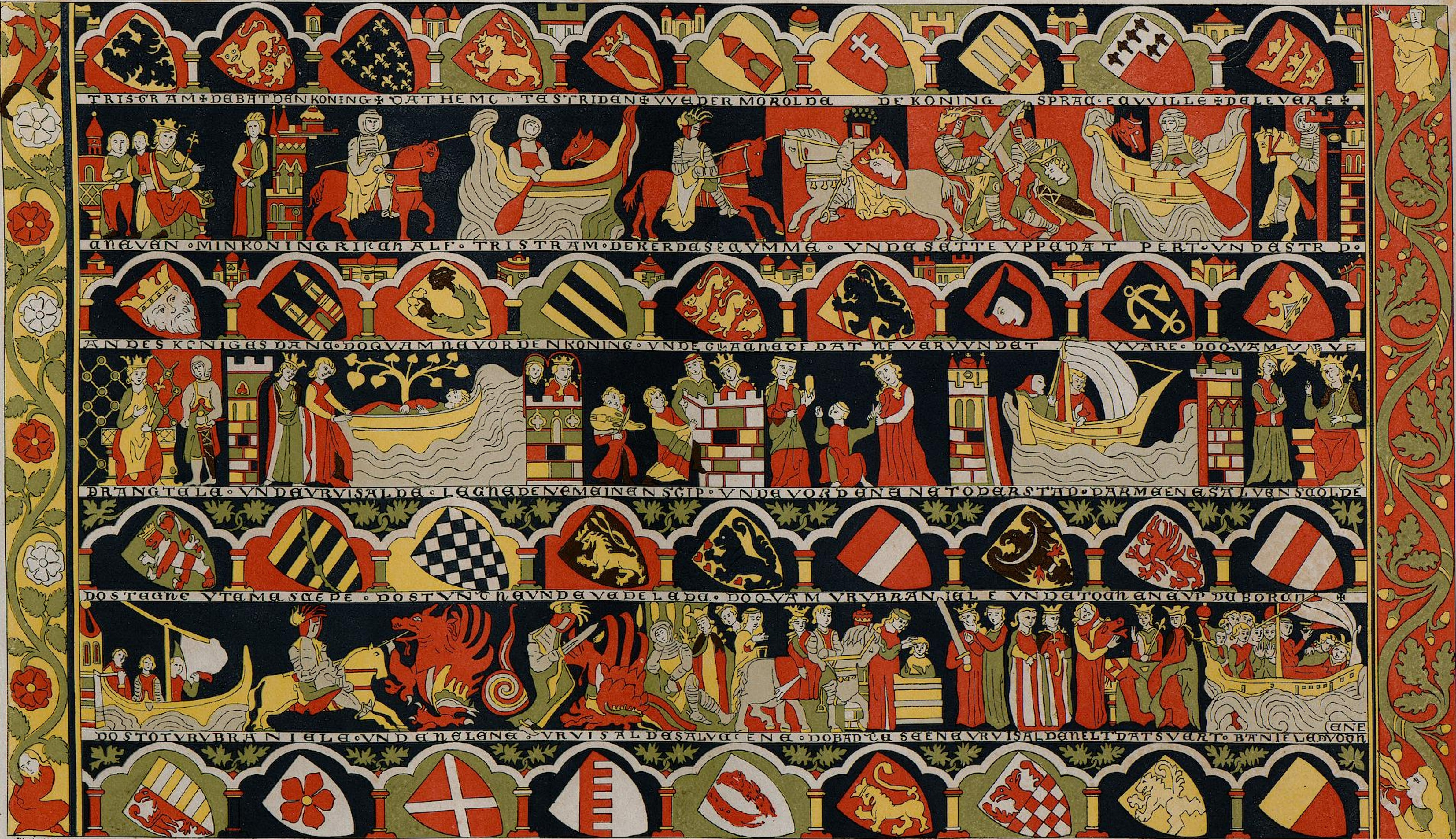
La leggenda di Tristano e Isotta